# T-St-S 77
T-St-S 77 byl srub projektovaný jako pravostranný dělostřelecký srub těžkého opevnění na Trutnovsku umístěný vlevo od středu tvrze Stachelberg. Byl vybudován jako součást tvrzového opevnění Československa před 2. světovou válkou.
Účelem srubu mělo být palebně pokrýt jihovýchodní prostor směrem na tvrz Poustka (Grünwald). Okraj palebného vějíře zasahoval na západní a jižní svahy Jánského vrchu (697m) a opačně k hlavní křižovatce v Poříčí. Dále k přehrazení spojnice Bernartice-Zlatá Olešnice, Albendorf (Okrzeszyn)-Poříčí a Slavětín-Markoušovice.

## Poloha
Projekt tvrze plánoval s výstavbou srubu na svahu odvráceném od nepřítele v oblouku silnice Žacléř-Babí tak, aby byl terénem kryt před přímou palbou. Velikost a masa betonu tohoto srubu vyžadovala dělení srubu na dvě části dilatační spárou.

## Výzbroj
Srub byl vyzbrojen obdobně jako druhý dělostřelecký srub pevnosti T-St-S 78. Hlavní palebné zbraně měly být 3 kusy 10cm houfnice vz. 38 s dostřelem 11 950 metrů umístěné pod betonem. Pro vlastní ochranu srubu byly instalovány 3 kusy lehkých kulometů vz. 26, dva umístěné ve zvonech a jeden souběžně se střílnami pro krytí kaponiéry před nimi. Samotný nouzový východ do příkopu byl jištěn střílnou pro ruční palnou zbraň. Ačkoliv byly houfnice především určeny pro dálkovou palbu, bylo možno s nimi postřelovat i vnitřní prostor tvrze.

T-St-S 77
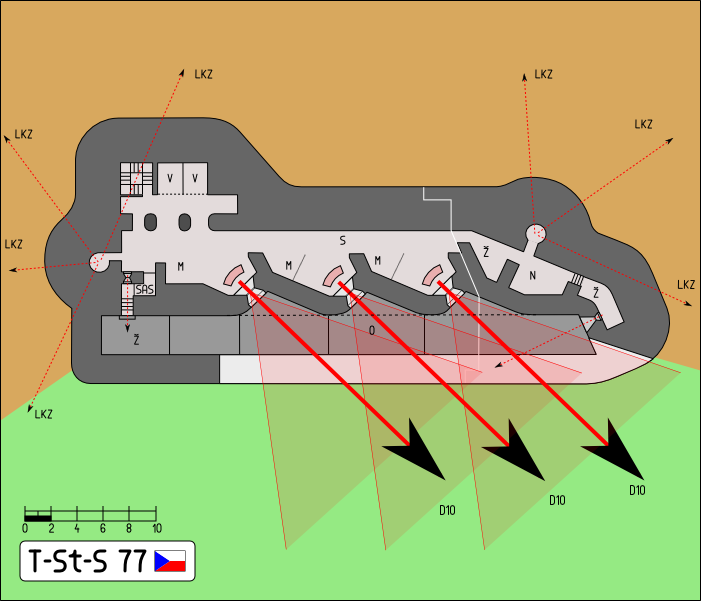
Horní patro srubu D10 - houfnice LKZ - kulometný zvon Ž - žebřík M - munice V - výtah a schodiště N - nádrže SAS - přechodová komora 0 - kaponiéra
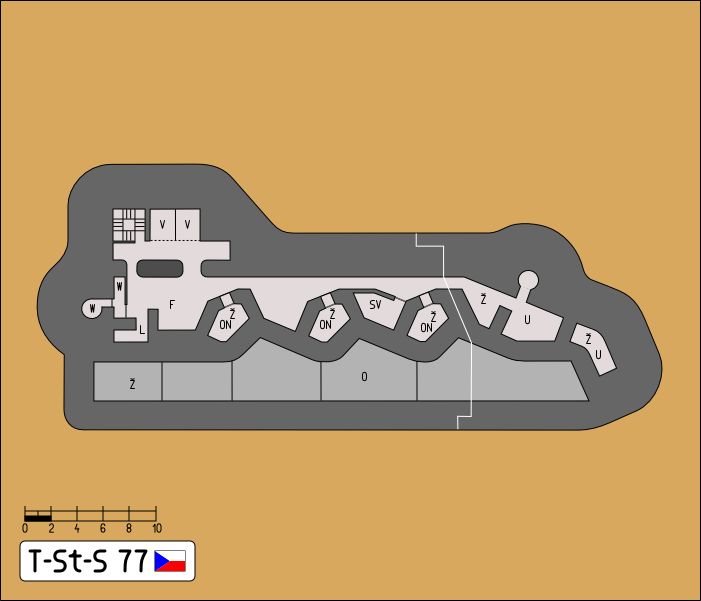
Dolní patro srubu V - výtah a schodiště F - filtrovna SV - stanoviště velitele ON - odpadní nábojnice U - ubikace L - umyvárna W - záchod

- Horní patro srubu
D10 - houfnice
LKZ - kulometný zvon
Ž - žebřík
M - munice
V - výtah a schodiště
N - nádrže
SAS - přechodová komora
0 - kaponiéra
- Dolní patro srubu
V - výtah a schodiště
F - filtrovna
SV - stanoviště velitele
ON - odpadní nábojnice
U - ubikace
L - umyvárna
W - záchod

## Výstavba
K 1. říjnu 1938 byly proveden pouze výkop pro základovou desku a výlom šachty a její dolní betonáž, která byla později zasypána.